# Katrin Dörre
Juana Katrin Dörre-Heinig, z domu Dörre (ur. 6 października 1961 w Lipsku) – wschodnioniemiecka lekkoatletka, maratonka. Trzykrotna olimpijka (Seul 1988, Barcelona 1992, Atlanta 1996).
Brązowa medalistka olimpijska (Seul 1988) i mistrzostw świata (Tokio 1991). Zwyciężczyni zawodów Pucharu Świata w maratonie (1985), trzecia w PŚ w 1987.
Sukcesy w biegach maratońskich odnosi także jej córka Katharina Heinig.